# 대한민국 민법 제341조
대한민국 민법 제341조는 물상보증인의 구상권에 대한 민법총칙 조문이다.

## 조문
제341조(물상보증인의 구상권)  타인의 채무를 담보하기 위한 질권설정자가 그 채무를 변제하거나 질권의 실행으로 인하여 질물의 소유권을 잃은 때에는 보증채무에 관한 규정에 의하여 채무자에 대한 구상권이 있다.

第341條(物上保證人의 求償權) 他人의 債務를 擔保하기 爲한 質權設定者가 그 債務를 辨濟하거나 質權의 實行으로 因하여 質物의 所有權을 잃은 때에는 保證債務에 關한 規定에 依하여 債務者에 對한 求償權이 있다.

## 참고 문헌
- 오현수, 일본민법, 진원사, 2014. ISBN 978-89-6346-345-2
- 오세경, 대법전, 법전출판사, 2014 ISBN 978-89-262-1027-7
- 이준현, LOGOS 민법 조문판례집, 미래가치, 2015. ISBN 979-1-155-02086-9